# William Langford
William Langford, né le 7 août 1896 à Gravenhurst (Ontario) et mort le 21 janvier 1973 à Toronto, est un rameur d'aviron canadien.

## Palmarès

### Jeux olympiques
- Paris 1924
  -  Médaille d'argent en deux barré[1].